# Магнієві добрива
Магнієві добрива — мінеральні добрива, що разом з іншими, необхідними для рослин, поживними речовинами містять магній. Промисловість випускає кілька видів добрив, до складу яких входить магній: сірчанокислий магній, калімаг, калімагнезій, подрібнений доломіт, магнезит тощо. Магній входить також до складу фосфатного шлаку, золи та гною, вапнистих добрив — доломітизованого вапняку, доломіту. Особливо ефективні магнієві добрива на ґрунтах Полісся при внесенні під сільськогосподарські культури, які негативно реагують на іони  хлору — картоплю, гречку, люпин тощо.
Магнієві добрива вносяться при нестачі магнію, перш за все на легких ґрунтах. Магній впливає на усі процеси в клітинах рослин пов'язаних з передачею хімічної енергії та її накопиченням — фотосинтез, дихання, гліколіз.
Зазвичай ознаками нестачі магнію в рослин є спершу побіління між прожилками, а потім і покоричневіння, в деяких рослин листя стає яскраво помаранчевим або ж червоним чи навіть фіолетовим, а прожилки листя зеленими. Листя твердне і стає ламким. У картоплі нижнє листя стає дрібним, з жовтувато-зеленим відтінком, між жилками з’являються бурі плями; листя передчасно засихає, опадає і кущі знизу оголяються. У білокачанної капусти у нижнього листя спостерігається мармуровість. У цибулі вершина листа набуває майже білого забарвлення, яке потім зникає, але лист надламується і засихає. В огірка листя залишається соковитим, але дрібне, так само  формуються дрібні плоди.
Чим вища кислотність ґрунту, тим важче рослини засвоюють магній. Норми магнієвих добрив залежно від забезпеченості ґрунту магнієм становлять 40—80 кг/га дієвої речовини.